# Ali (film)
Ali is een Amerikaans biografisch sportdrama uit 2001 onder regie van Michael Mann. Het verhaal gaat over het leven van bokser Cassius Marcellus Clay - alias Muhammad Ali - en dan met name over diens hoogtijdagen van 1964 tot en met 1974. De film werd genomineerd voor de Academy Awards voor beste hoofdrolspeler (Will Smith) en die voor beste bijrolspeler (Jon Voight) en drie Golden Globes (in dezelfde twee categorieën plus een derde voor de filmmuziek van Pieter Bourke en Lisa Gerrard).

## Verhaal
Cassius Marcellus Clay is een jonge, talentvolle bokser. In korte tijd bokst hij zich naar de wereldtop. Hij wint op 22-jarige leeftijd een titelgevecht tegen wereldkampioen Sonny Liston en wordt al snel een volksheld. Hij wordt een symbool van de zwarte gemeenschap en raakt goed bevriend met Malcolm X. Cassius Clay noemt zichzelf voortaan zelfs Cassius X. Wanneer hij lid wordt van de Nation of Islam verandert z'n naam in Muhammad Ali.
Z'n privéleven wordt ondertussen een warboel. Zo hertrouwt hij meermaals. Maar ook sportief wordt het een zware periode voor Ali. Hij weigert mee te vechten in de Vietnamoorlog. Als consequentie hiervan wordt hij geschorst als bokser. Zonder steun van de regering probeert hij te doen waar hij het best in is: boksen. Maar het zijn moeilijke tijden voor Ali. Zo zit bijvoorbeeld zijn 'inspirator' Bundini met een drugsprobleem en wordt Malcolm X vermoord. Een van de weinigen die hem steunen, is sportjournalist Howard Cosell. Uiteindelijk krijgt Ali een kans om de wereldtitel opnieuw te veroveren. Hij mag het opnemen tegen wereldkampioen George Foreman. Maar Ali is over z'n top heen en lijkt geen partij voor Foreman. De wedstrijd vindt plaats in Zaïre en krijgt de titel Rumble in the Jungle mee. Foreman domineert de hele wedstrijd, maar een sluwe Ali maakt het in de laatste ronde genadeloos af. Hij wint met een K.O. en is opnieuw wereldkampioen.

## Rolverdeling
| Acteur               | Personage                               |
| -------------------- | --------------------------------------- |
| Will Smith           | Cassius Clay / Cassius X / Muhammad Ali |
| Jamie Foxx           | Drew 'Bundini' Brown                    |
| Jon Voight           | Howard Cosell                           |
| Mario Van Peebles    | Malcolm X                               |
| Ron Silver           | Angelo Dundee                           |
| Jeffrey Wright       | Howard Bingham                          |
| Mykelti Williamson   | Don King                                |
| Jada Pinkett Smith   | Sonji                                   |
| Nona Gaye            | Belinda Ali                             |
| Michael Michele      | Veronica Porche                         |
| Joe Morton           | Chauncey Eskridge                       |
| Bruce McGill         | Bradley                                 |
| Paul Rodriguez       | Dr. Ferdie Pacheco                      |
| Barry Shabaka Henley | Herbert Muhammad                        |
| Giancarlo Esposito   | Cassius Clay, Sr.                       |
| Laurence Mason       | Luis Sarria                             |
| LeVar Burton         | Martin Luther King, Jr.                 |
| Albert Hall          | Elijah Muhammad                         |
| Michael Bentt        | Sonny Liston                            |
| James Toney          | Joe Frazier                             |
| Charles Shufford     | George Foreman                          |
| Ted Levine           | Joe Smiley                              |

## Trivia
- Smith kwam zo'n vijftien kilo aan om het gewicht van de echte Ali te benaderen.
- Deze film leverde Smith z'n eerste Oscarnominatie op.
- Michael Mann regisseerde de film, maar er waren ook andere regisseurs, zoals Oliver Stone, Norman Jewison en Spike Lee, geïnteresseerd in het project. In de versie die Stone in gedachten had, zou Ali vertolkt worden door Denzel Washington. Washington speelde de bokser Rubin Carter in de film "The Hurricane" uit 1999.